# Apartment 5C
Pour plus de détails, voir Fiche technique et Distribution.
Apartment #5C est un  film à suspense français réalisé par Raphaël Nadjari. Après The Shade et I Am Josh Polonski's Brother, Apartment #5C constitue le dernier volet de sa trilogie new-yorkaise, avant son installation en Israël, où il commencera par tourner Avanim (2004). Il est sorti sur les écrans le 19 juin 2002.

## Synopsis
Nicky (Tinkerbell) est une jeune Israélienne  à cheveux longs et bottes à talon, débarquée clandestinement à Manhattan. Avec Uri (Ori Pfeffer), lui aussi israélien, ils vagabondent d'hôtel en hôtel et vivent de braquages et d'expédients. Après un hold-up manqué, ils se déplacent vers Brooklyn dans un petit appartement d'un modeste immeuble administré par Max (Jeff Ware), un cynique paralytique. L'immeuble est entretenu par son beau-frère Harold (Richard Edson) un homme timide et simple.
Au cours d’une dispute en forme de bravade, Nicky se blesse à la cuisse avec le revolver d'Uri. Aussitôt il prend la fuite et quitte le film. Abandonnée, après avoir reçu des soins clandestins, Nicky tente, en vain, de trouver sa place dans l'immeuble. Rapidement, elle ne peut plus régler son loyer. Harold cherche à l'aider, en tentant de lui trouver du travail, mais elle ne veut pas. Naît entre eux une sorte d'amitié, mais Max le propriétaire va vouloir que Nicky la paye d'une autre façon. Forcément, les choses tourneront mal.

## Fiche technique
- Titre original : (en) Apartment #5C
- Réalisation : Raphaël Nadjari
- Scénario : Raphaël Nadjari
- Directeur de la photographie : Laurent Brunet
- Montage : Tom Donahue
- Décors : Sean Foley
- Musique : John Surman
- Production: Caroline Bonmarchand, Geoffroy Grison
- Langages : anglais, hébreu
- Pays :  France,  Israël,  États-Unis
- Genre : thriller
- Durée : 88 minutes
- Sortie en salle : 
  - France : 19 juin 2002

## Distribution
- Tinkerbell, née Ravit Rozen [1](VF : Marie Donnio) : Nicky
- Richard Edson (VF : Jean-Michel Fête) : Harold
- Ori Pfeffer (VF : Jean-Christophe Dollé) : Uri
- Jeff Ware (VF : Frédéric Darie) : Max
- Olga Merediz (VF : Nanou Garcia) : Jenny

Source et légende : Version française (VF) sur le site Voxofilm

## Distinction
- Présenté en première à Cannes dans la section de la Quinzaine des réalisateurs, 2002.